# Leśniczówka (gmina Mordy)
Leśniczówka – wieś w Polsce położona w województwie mazowieckim, w powiecie siedleckim, w gminie Mordy. Ma status sołectwa.
W latach 1975–1998 miejscowość należała administracyjnie do województwa siedleckiego.
Wierni Kościoła rzymskokatolickiego należą do parafii św. Mikołaja w Pruszynie lub do parafii Najświętszego Serca Jezusowego w Krzymoszach.